# Janówek (powiat piaseczyński)
Janówek – wieś sołecka w Polsce położona w województwie mazowieckim, w powiecie piaseczyńskim, w gminie Tarczyn.
Dawniej była to południowa część wsi Wola Przypkowska o obszarze 106,72 ha, odłączona od niej jesienią 1954 w związku z reformą gromadzką. Wola Przypkowska weszła w skład gromady Grzędy a nienazwany południowy obszar w skład gromady Tarczyn, obie w powiecie grójeckim. Nazwę Janówek dla południowego obszaru ustanowiono dopiero po prawie trzech latach, 27 czerwca 1957.
W latach 1975–1998 miejscowość należała administracyjnie do województwa warszawskiego.